# Konrad Mommsen

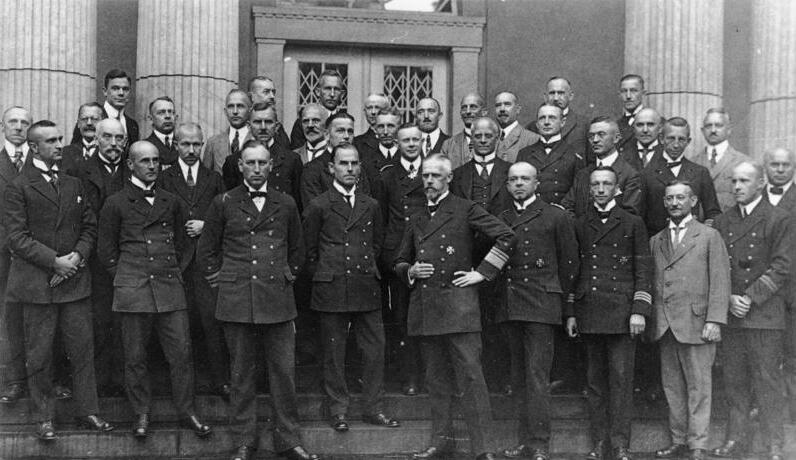
Konrad Mommsen (vorn in der Mitte) in der Runde der Offiziere und Beamten des Marinekommandoamts (1923)

Konrad Mommsen (* 10. Mai 1871 in Berlin; † 4. November 1946 in Berlin-Nikolassee) war ein deutscher Marineoffizier und Flottenchef der Reichsmarine.

## Leben
Mommsen war ein Sohn des hoch angesehenen Historikers und Literaturnobelpreisträgers Theodor Mommsen. Er trat am 10. April 1891 in die Kaiserliche Marine ein. Nach seiner Ausbildung und ersten Erfahrungen an Bord wurde er vor Beginn und während des Ersten Weltkriegs Kommandant mehrerer Kriegsschiffe. Er führte die Kleinen Kreuzer Condor (April 1912 bis März 1914), Frauenlob (August 1914 bis Januar 1915) und Pillau (Januar 1915 bis April 1917), mit dem er an der Skagerrakschlacht teilnahm. Am 13. Juli 1916 wurde er zum Kapitän zur See befördert. Im April 1917 übernahm er den Großen Kreuzer Von der Tann. Im Juli 1918 wurde er ins Reichsmarineamt versetzt, wo er Abteilungschef im Waffendepartement war.
Zum Konteradmiral befördert war Mommsen von April 1921 bis April 1922 Befehlshaber der Seestreitkräfte der Nordsee und anschließend in der Marineleitung Chef des Marinekommandoamts. 1924 wurde er zum Vizeadmiral befördert und zum Oberbefehlshaber der Seestreitkräfte, ab 1. April 1925 als Flottenchef (Flottenkommando) bezeichnet, ernannt. Mit dem 31. Dezember 1927 schied er unter Verleihung des Charakters als Admiral aus dem aktiven Dienst aus.
Nach Ende des Zweiten Weltkriegs ohne jegliche staatliche Versorgung starb Konrad Mommsen im November 1946 an den Folgen des Hungers.

## Auszeichnungen
- Roter Adlerorden IV. Klasse mit Krone[4]
- Eisernes Kreuz (1914) II. und I. Klasse[4]
- Preußisches Dienstauszeichnungskreuz[4]
- Hanseatenkreuz Bremen[4]
- Friedrich-August-Kreuz I. Klasse[4]
- Osmanje-Orden IV. Klasse[5]
- Silberne Liakat-Medaille[5]